# Djoektajcultuur
De Djoektajcultuur (Russisch: Дюктайская культура) is een archeologische cultuur van het Laatpaleolithicum die zich tussen 14.000 en 12.000 v.Chr. in het noordoosten van Siberië ontwikkelde. 
De cultuur werd in 1967 beschreven door de Russische archeoloog Joeri Motsjanov, na de ontdekking van de site van de Djoektajgrot in Jakoetië aan de samenvloeiing van de rivieren Djoektaj en Aldan. De cultuur strekte zich over een uitgestrekte regio van Siberië van Jakoetië, Tsjoekotka, Kolyma tot Kamtsjatka uit. Er zijn geen overeenkomsten met oudere Noord-Siberische vondsten zoals de Jana-site, en de oorsprong moet daarom eerder in het zuidoosten gezocht worden.
Naast de Djoektajgrot zijn er andere locaties langs de rivieren Aldan, Olenjok en Indigirka in Kamtsjatka. De Oesjki-site bevindt zich aan de middenloop van de rivier de Kamtsjatka. Ook aan het Elgygytgynmeer is er een Djoektaj-site.
De typische artefacten zijn gemaakt van steen: wigvormige kernen, microklingen, schrabbers, ovale vuistbijlen en stekers. De opkomst ervan kan worden beschouwd als het begin van de microklingtechniek in Noordoost-Azië.
De cultuur verspreidde zich tijdens het Laat Pleistoceen over de Beringstraat tot in Alaska en werd daar de basis van de Paleo-Arctische culturen.
De cultuur verdween omstreeks 8.500 jaar v.Chr. uit Jakoetië, waar ze opgevolgd werd door de Soemnagincultuur. In Tsjoekotka en Kamtsjatka overleefde ze tot 8.200 v.Chr.